# Arremonops chloronotus
Tico-tico-de-costas-verdes ou tico-tico-de-dorso-verde (Arremonops chloronotus) é uma espécie de ave da família Emberizidae.
Pode ser encontrada nos seguintes países: Belize, Guatemala, Honduras e México.
Os seus habitats naturais são: florestas secas tropicais ou subtropicais , florestas subtropicais ou tropicais húmidas de baixa altitude e florestas secundárias altamente degradadas.